# Idiopathische trombocytopenische purpura
Idiopathische trombocytopenische purpura (ITP) of de ziekte van Werlhof is een aandoening waarbij patiënten een te lage hoeveelheid bloedplaatjes (trombocyten) in hun bloed hebben (trombocytopenie), zonder dat dit tekort kan worden verklaard (idiopathisch). De ziekte is vernoemd naar de Duitse arts Paul Gottlieb Werlhof (1699-1767) die de ziekte in 1735 beschreef. 
Vaak lijkt er een verband te zijn met antilichamen gericht tegen eiwitten in de celmembraan: het afweersysteem breekt de bloedplaatjes daardoor versneld af. De ziekte staat daarom ook bekend als auto-immuuntrombocytopenische purpura (AITP), omdat er antilichamen worden aangemaakt die auto-antigenen afbreken.
De meeste patiënten tonen geen symptomen bij anamnese of kenmerken bij lichamelijk onderzoek, hoewel de trombocytopenie kan leiden tot een vertraagde stolling (versterkte bloedingsneiging), waardoor bloedingen kunnen ontstaan. Eén specifiek soort bloeding is purpura: blauwe plekken op de huid. Deze bloedingen kunnen worden gestelpt met coagulantia.
De naam idiopathische trombocytopenische purpura is eigenlijk verouderd, omdat niet alle gevallen idiopathisch zijn en purpura in de meeste gevallen afwezig blijven, daarom wordt de aandoening vaker immuun trombocytopenie genoemd.